# Moa Hansson
Moa Hansson (* 24. Mai 2001) ist eine schwedische Skilangläuferin.

## Werdegang
Hansson, die für den Falun Borlänge SK startet, wurde im Jahr 2018 schwedische Juniorenmeisterin im Sprint und belegte bei den Nordischen Junioren-Skiweltmeisterschaften 2019 in Lahti den 42. Platz über 5 km Freistil. Bei den Nordischen Junioren-Skiweltmeisterschaften im folgenden Jahr in Oberwiesenthal errang sie den 11. Platz im Sprint. In der Saison 2020/21 gewann sie bei den Nordischen Junioren-Skiweltmeisterschaften 2021 in Vuokatti die Silbermedaille im Sprint und die Goldmedaille mit der Staffel. Zudem wurde sie dort Siebte im 15-km-Massenstartrennen und Vierte über 5 km Freistil. Nach Platz 11 im Sprint beim FIS-Rennen in Gällivare zu Beginn der Saison 2021/22, startete sie in Lillehammer erstmals im Skilanglauf-Weltcup. Dort holte sie mit dem 26. Platz im Sprint und dem zehnten Rang mit der Staffel ihre ersten Weltcuppunkte. Bei den U23-Weltmeisterschaften 2022 in Lygna gewann sie die Goldmedaille im Sprint. Zudem belegte sie dort den 32. Platz über 10 km klassisch und den siebten Rang mit der Mixed-Staffel.

## Erfolge

### Siege bei Continental-Cup-Rennen
| Nr. | Datum             | Ort       | Disziplin              | Serie            |
| --- | ----------------- | --------- | ---------------------- | ---------------- |
| 1.  | 15. Dezember 2023 | Vuokatti  | 1,4 km Sprint Freistil | Scandinavian Cup |
| 2.  | 1. März 2024      | Hommelvik | Sprint klassisch       | Scandinavian Cup |